# Campeonato Paraguayo de Fútbol 1998
El Campeonato Paraguayo de Fútbol 1998 de la Primera División de Paraguay fue un torneo organizado por la Asociación Paraguaya de Fútbol, que se disputó entre los meses de febrero y diciembre de aquel año, con la participación de doce clubes. Este estuvo compuesto por dos etapas: el Apertura ganado por el Club Olimpia y el Clausura ganado por el Club Cerro Porteño. Finalmente Olimpia se consagró campeón por 36.ª vez en su historia al derrotar en la finalísima a Cerro Porteño.

## Relevo anual de clubes[2]
| Ascendido a Primera División                                 |
| ------------------------------------------------------------ |
| 12 de Octubre Football Club (Campeón de División Intermedia) |

| Descendidos a Segunda División |
| ------------------------------ |
| Club Atlético Tembetary        |
| Club Sport Colombia            |

## Equipos participantes
| Equipo               | Ciudad      | Estadio                | Capacidad |
| -------------------- | ----------- | ---------------------- | --------- |
| 12 de Octubre        | Itauguá     | Juan Canuto Pettengill | 8.000     |
| Cerro Corá           | Asunción    | Andrés Rodríguez       | 6.000     |
| Cerro Porteño        | Asunción    | General Pablo Rojas    | 45.000    |
| Atlético Colegiales  | Asunción    | Luciano Zacarías       | 15.000    |
| Guaraní              | Asunción    | Rogelio Livieres       | 8.000     |
| Libertad             | Asunción    | Dr. Nicolás Leoz       | 5.000     |
| Nacional             | Asunción    | Estadio Arsenio Erico  | 4.000     |
| Olimpia              | Asunción    | Manuel Ferreira        | 15.000    |
| Presidente Hayes     | Asunción    | Estadio Kiko Reyes     | 5.000     |
| Sportivo San Lorenzo | San Lorenzo | Ciudad Universitaria   | 3.000     |
| Sol de América       | Villa Elisa | Luis Alfonso Giagni    | 5.000     |
| Sportivo Luqueño     | Luque       | Feliciano Cáceres      | 25.000    |

## Torneo Apertura 1998
Se disputó entre febrero y junio de 1998. Este certamen constó de cuatro partes: una rueda de once jornadas todos contra todos, una liguilla con dos grupos de cuatro clubes cada uno, las semifinales y las finales. Resultó ganador el Club Olimpia, el cual se impuso en las finales al club Sol de América.

### Primera fase

#### Clasificación
| Pos. | Equipos          | PJ | PG | PE | PP | GF | GC | Dif. | Pts. |
| ---- | ---------------- | -- | -- | -- | -- | -- | -- | ---- | ---- |
| 1.   | Cerro Porteño    | 11 | 8  | 1  | 2  | 24 | 10 | 14   | 25   |
| 2.   | Sportivo Luqueño | 11 | 6  | 3  | 2  | 17 | 16 | 1    | 21   |
| 3.   | Olimpia          | 11 | 6  | 2  | 3  | 15 | 7  | 8    | 20   |
| 4.   | Presidente Hayes | 11 | 4  | 4  | 3  | 11 | 10 | 1    | 16   |
| 5.   | Guaraní          | 11 | 4  | 3  | 4  | 11 | 13 | -2   | 15   |
| 6.   | 12 de Octubre    | 11 | 4  | 2  | 5  | 14 | 15 | -1   | 14   |
| 7.   | Sol de América   | 11 | 3  | 4  | 4  | 12 | 15 | -3   | 13   |
| 8.   | Cerro Corá       | 11 | 3  | 3  | 5  | 15 | 18 | -3   | 12   |
| 9.   | Colegiales       | 11 | 3  | 3  | 5  | 10 | 14 | -4   | 12   |
| 10.  | San Lorenzo      | 11 | 3  | 3  | 5  | 12 | 17 | -5   | 12   |
| 11.  | Nacional         | 11 | 2  | 4  | 5  | 18 | 20 | -2   | 10   |
| 12.  | Libertad         | 11 | 2  | 4  | 5  | 8  | 12 | -4   | 10   |

 Pos=Posición; PJ=Partidos jugados; PG=Partidos ganados; PE=Partidos empatados; PP=Partidos perdidos; GF=Goles a favor; GC=Goles en contra; Dif=Diferencia de gol; Bon=Puntos de bonificación; Pts=Puntos
|  |                                                   |
|  | Clasificado a la Segunda fase del Torneo Apertura |

### Segunda fase
Los 8 equipos mejor ubicados al final de la primera fase clasificaban a la Segunda fase, que consistía en una fase de dos grupos de cuatro o liguilla, en las que se disputaron tres fechas (todos contra todos).
A excepción de dos (el séptimo y el octavo), los demás contendientes fueron beneficiados con puntos de bonificación, conforme a la posición en la que finalizaron la anterior instancia. Obtuvieron extras 3 puntos, 2.5, 2, 1.5, 1 y 0.5  el primer, segundo, tercer, cuarto, quinto y sexto, respectivamente.
Los dos mejores de cada grupo avanzaban a las semifinales que consistían en partidos de ida y vuelta. El ganador de las finales (dos partidos) fue coronado campeón del Torneo Apertura 1998.

#### Fase de grupos

##### Grupo A
| Pos. | Equipos          | PJ | PG | PE | PP | GF | GC | Dif. | Bon. | Pts. |
| ---- | ---------------- | -- | -- | -- | -- | -- | -- | ---- | ---- | ---- |
| 1.   | Olimpia          | 3  | 2  | 0  | 1  | 7  | 2  | 5    | 2    | 8    |
| 2.   | Sol de América   | 3  | 2  | 0  | 1  | 6  | 5  | 1    | 0    | 6    |
| 3.   | Guaraní          | 3  | 1  | 1  | 1  | 5  | 6  | -1   | 1    | 5    |
| 4.   | Sportivo Luqueño | 3  | 0  | 1  | 2  | 3  | 8  | -5   | 2.5  | 3.5  |

|                | Partido |                  |
| -------------- | ------- | ---------------- |
| Olimpia        | 5:1     | Sportivo Luqueño |
| Guaraní        | 4:3     | Sol de América   |
| Sol de América | 1:0     | Olimpia          |
| Guaraní        | 1:1     | Sportivo Luqueño |
| Sol de América | 2:1     | Sportivo Luqueño |
| Olimpia        | 2:0     | Guaraní          |

##### Grupo B
| Pos. | Equipos          | PJ | PG | PE | PP | GF | GC | Dif. | Bon. | Pts. |
| ---- | ---------------- | -- | -- | -- | -- | -- | -- | ---- | ---- | ---- |
| 1.   | Cerro Porteño    | 3  | 3  | 0  | 0  | 10 | 2  | 8    | 3    | 12   |
| 2.   | 12 de Octubre    | 3  | 1  | 1  | 1  | 4  | 6  | -2   | 0.5  | 4.5  |
| 3.   | Cerro Corá       | 3  | 1  | 1  | 1  | 3  | 4  | -1   | 0    | 4    |
| 4.   | Presidente Hayes | 3  | 0  | 0  | 3  | 2  | 7  | -5   | 1.5  | 1.5  |

|               | Partido |                  |
| ------------- | ------- | ---------------- |
| 12 de Octubre | 2:0     | Presidente Hayes |
| Cerro Porteño | 2:0     | Cerro Corá       |
| 12 de Octubre | 2:2     | Cerro Corá       |
| Cerro Porteño | 4:2     | Presidente Hayes |
| Cerro Porteño | 4:0     | 12 de Octubre    |
| Cerro Corá    | 1:0     | Presidente Hayes |

#### Fase final
|  | Semifinales    | Semifinales    | Semifinales    | Semifinales | Semifinales |   |         | Final   | Final | Final | Final | Final |
|  |                |                |                |             |             |   |         |         |       |       |       |       |
|  | Olimpia        | Olimpia        | 3              | 1           | 4           |   |         |         |       |       |       |       |
|  | 12 de Octubre  | 12 de Octubre  | 1              | 1           | 2           |   |         |         |       |       |       |       |
|  |                |                |                |             |             |   | Olimpia | Olimpia | 2     | 1     | 3     |       |
|  |                | Sol de América | Sol de América | 0           | 1           | 1 |         |         |       |       |       |       |
|  | Sol de América | Sol de América | 1              | 0           | 1 (7)       |   |         |         |       |       |       |       |
|  | Cerro Porteño  | Cerro Porteño  | 0              | 1           | 1 (6)       |   |         |         |       |       |       |       |

## Torneo Clausura 1998
Se disputó entre julio y noviembre de 1998. Este certamen constó de cuatro partes disputadas con el mismo sistema que el Apertura 1998 Resultó ganador el Club Cerro Porteño, el cual venció en penales al club Olimpia en la final.

### Primera fase

#### Clasificación
| Pos. | Equipos          | PJ | PG | PE | PP | GF | GC | Dif. | Pts. |
| ---- | ---------------- | -- | -- | -- | -- | -- | -- | ---- | ---- |
| 1.   | Cerro Porteño    | 11 | 8  | 2  | 1  | 28 | 9  | 19   | 26   |
| 2.   | Guaraní          | 11 | 6  | 3  | 2  | 20 | 15 | 5    | 21   |
| 3.   | Cerro Corá       | 11 | 5  | 3  | 3  | 18 | 16 | 2    | 18   |
| 4.   | Colegiales       | 11 | 5  | 1  | 5  | 14 | 15 | -1   | 16   |
| 5.   | 12 de Octubre    | 11 | 4  | 3  | 4  | 18 | 20 | -2   | 15   |
| 6.   | Sol de América   | 11 | 2  | 7  | 2  | 12 | 10 | 2    | 13   |
| 7.   | Nacional1        | 11 | 2  | 7  | 2  | 17 | 22 | -5   | 13   |
| 8.   | Olimpia          | 11 | 3  | 3  | 5  | 13 | 12 | 1    | 12   |
| 9.   | San Lorenzo1     | 11 | 2  | 5  | 4  | 13 | 16 | -3   | 11   |
| 10.  | Sportivo Luqueño | 11 | 2  | 5  | 4  | 8  | 13 | -5   | 11   |
| 11.  | Libertad         | 11 | 1  | 6  | 4  | 12 | 18 | -6   | 9    |
| 12.  | Presidente Hayes | 11 | 1  | 5  | 5  | 12 | 18 | -6   | 8    |

 Pos=Posición; PJ=Partidos jugados; PG=Partidos ganados; PE=Partidos empatados; PP=Partidos perdidos; GF=Goles a favor; GC=Goles en contra; Dif=Diferencia de gol; Bon=Puntos de bonificación; Pts=Puntos
|  |                                                   |
|  | Clasificado a la Segunda fase del Torneo Clausura |

1 Nacional no clasificó a la Fase final del Torneo Clausura debido a que concretó su descenso. En su lugar, participó San Lorenzo.

### Segunda fase
Los 8 equipos mejor ubicados al final de la primera fase clasificaban a la Segunda fase, que consistía en una fase de dos grupos de cuatro o liguilla, en las que se disputaron tres fechas (todos contra todos). Ya que Nacional descendió, San Lorenzo ocupó su lugar.
A excepción de dos (el séptimo y el octavo), los demás contendientes fueron beneficiados con puntos de bonificación, conforme a la posición en la que finalizaron la anterior instancia. Obtuvieron extras 3 puntos, 2.5, 2, 1.5, 1 y 0.5  el primer, segundo, tercer, cuarto, quinto y sexto, respectivamente.
Los dos mejores de cada grupo avanzaban a las semifinales que consistían en partidos de ida y vuelta. El ganador de las finales (dos partidos) fue coronado campeón del Torneo Clausura 1998.

#### Fase de grupos

##### Grupo A
| Pos. | Equipos        | PJ | PG | PE | PP | GF | GC | Dif. | Bon. | Pts. |
| ---- | -------------- | -- | -- | -- | -- | -- | -- | ---- | ---- | ---- |
| 1.   | Cerro Porteño  | 3  | 3  | 0  | 0  | 7  | 3  | 4    | 3    | 12   |
| 2.   | Colegiales     | 3  | 1  | 1  | 1  | 4  | 3  | 1    | 1.5  | 5.5  |
| 3.   | San Lorenzo    | 3  | 1  | 0  | 2  | 6  | 7  | -1   | 0    | 3    |
| 4.   | Sol de América | 3  | 0  | 1  | 2  | 3  | 7  | -4   | 0.5  | 1.5  |

|                | Partido |                |
| -------------- | ------- | -------------- |
| Sol de América | 1:3     | San Lorenzo    |
| Cerro Porteño  | 1:0     | Colegiales     |
| San Lorenzo    | 2:3     | Cerro Porteño  |
| Colegiales     | 1:1     | Sol de América |
| San Lorenzo    | 1:3     | Colegiales     |
| Cerro Porteño  | 3:1     | Sol de América |

##### Grupo B
| Pos. | Equipos       | PJ | PG | PE | PP | GF | GC | Dif. | Bon. | Pts. |
| ---- | ------------- | -- | -- | -- | -- | -- | -- | ---- | ---- | ---- |
| 1.   | Olimpia       | 3  | 2  | 1  | 0  | 7  | 4  | 3    | 0    | 7    |
| 2.   | Cerro Corá    | 3  | 1  | 2  | 0  | 6  | 5  | 1    | 2    | 7    |
| 3.   | Guaraní       | 3  | 1  | 1  | 1  | 4  | 4  | 0    | 2.5  | 6.5  |
| 4.   | 12 de Octubre | 3  | 0  | 0  | 3  | 2  | 6  | -4   | 1    | 1    |

|               | Partido |               |
| ------------- | ------- | ------------- |
| 12 de Octubre | 0:1     | Guaraní       |
| Olimpia       | 2:2     | Cerro Corá    |
| Guaraní       | 1:2     | Olimpia       |
| Cerro Corá    | 2:1     | 12 de Octubre |
| Guaraní       | 2:2     | Cerro Corá    |
| Olimpia       | 3:1     | 12 de Octubre |

#### Fase final
|  | Semifinales   | Semifinales   | Semifinales   | Semifinales | Semifinales |       |         | Final   | Final | Final | Final | Final |
|  |               |               |               |             |             |       |         |         |       |       |       |       |
|  | Colegiales    | Colegiales    | 0             | 1           | 1           |       |         |         |       |       |       |       |
|  | Olimpia       | Olimpia       | 5             | 1           | 6           |       |         |         |       |       |       |       |
|  |               |               |               |             |             |       | Olimpia | Olimpia | 4     | 0     | 4 (3) |       |
|  |               | Cerro Porteño | Cerro Porteño | 1           | 3           | 4 (4) |         |         |       |       |       |       |
|  | Cerro Corá    | Cerro Corá    | 1             | 0           | 1           |       |         |         |       |       |       |       |
|  | Cerro Porteño | Cerro Porteño | 0             | 3           | 3           |       |         |         |       |       |       |       |

## Finalísima
Ya que Olimpia ganó el Torneo Apertura, y Cerro Porteño el Clausura, tuvieron que recurrir a un desempate a dos partidos.
| 29 de noviembre de 1998 | Cerro Porteño | 2:2 | Olimpia |  |  |

| 1998 | Olimpia | 3:1 | Cerro Porteño |  |  |

## Campeón absoluto
|                     |
| Olimpia 36.º título |

## Resultados de la temporada

### Goleador
El jugador que más anotó en el torneo fue Mauro Caballero, paraguayo, que jugó en el club Olimpia. Fue el artífice de un total de 21 goles, sumando ambos torneos.
El mismo Caballero se convirtió este año en uno de los mayores anotadores del clásico del fútbol paraguayo Olimpia-Cerro, dentro de una misma temporada; pues convirtió 5 goles contra el clásico rival. Este honor lo comparte solo con otros dos jugadores.

### Puntaje acumulado
El puntaje acumulado es el resultante de la suma de puntos obtenidos por cada equipo en los torneos de Apertura y Clausura de 1998.
| Pos | Equipo              | Pts | PJ | G  | E  | P  | GF | GC | DIF |
| --- | ------------------- | --- | -- | -- | -- | -- | -- | -- | --- |
| 1ª  | Cerro Porteño       | 51  | 22 | 16 | 3  | 3  | 52 | 19 | +23 |
| 2ª  | Club Guaraní        | 36  | 22 | 10 | 6  | 6  | 31 | 28 | +3  |
| 3ª  | Olimpia             | 32  | 22 | 9  | 5  | 8  | 28 | 19 | +9  |
| 4ª  | Sportivo Luqueño    | 32  | 22 | 8  | 8  | 6  | 25 | 29 | -4  |
| 5ª  | Cerro Corá          | 30  | 22 | 8  | 6  | 8  | 33 | 34 | -1  |
| 6ª  | 12 de Octubre       | 29  | 22 | 8  | 5  | 9  | 32 | 35 | -3  |
| 7ª  | Atlético Colegiales | 28  | 22 | 8  | 4  | 10 | 24 | 29 | -5  |
| 8ª  | Club Sol de América | 26  | 22 | 5  | 11 | 6  | 24 | 25 | -1  |
| 9ª  | Presidente Hayes    | 24  | 22 | 5  | 9  | 8  | 23 | 28 | -5  |
| 10ª | Nacional            | 23  | 22 | 4  | 11 | 7  | 35 | 43 | -8  |
| 11ª | San Lorenzo         | 23  | 22 | 5  | 8  | 9  | 25 | 33 | -8  |
| 12ª | Libertad            | 19  | 22 | 3  | 10 | 9  | 20 | 30 | -10 |

 Pts=Puntos; PJ=Partidos jugados; G=Partidos ganados; E=Partidos empatados; P=Partidos perdidos; GF=Goles a favor; GC=Goles en contra; DIF=Diferencia de gol
|  | Clasificado a la Copa Libertadores 1999 y a la Copa Mercosur 1999. |

### Puntaje promedio
El promedio de puntos de un equipo es el cociente que se obtiene de la división de su puntaje acumulado en las últimas dos temporadas por la cantidad de partidos que haya disputado durante dicho período.
| Pos | Equipo              | 1997 | 1998 | Pts | PJ | Prom  |
| --- | ------------------- | ---- | ---- | --- | -- | ----- |
| 1ª  | Cerro Porteño       | 41   | 51   | 92  | 46 | 2.000 |
| 2ª  | Olimpia             | 49   | 32   | 81  | 46 | 1.761 |
| 3ª  | Guaraní             | 43   | 36   | 79  | 46 | 1.717 |
| 4ª  | Cerro Corá          | 39   | 30   | 69  | 46 | 1.500 |
| 5ª  | Sportivo Luqueño    | 36   | 32   | 68  | 46 | 1.478 |
| 6ª  | 12 de Octubre       | -    | 30   | 30  | 22 | 1.364 |
| 7ª  | San Lorenzo         | 39   | 23   | 62  | 46 | 1.348 |
| 8ª  | Atlético Colegiales | 33   | 28   | 61  | 46 | 1.326 |
| 9ª  | Sol de América      | 32   | 26   | 58  | 46 | 1.261 |
| 10ª | Presidente Hayes    | 32   | 24   | 56  | 46 | 1.217 |
| 11ª | Nacional            | 32   | 23   | 55  | 46 | 1.196 |
| 12ª | Libertad            | 32   | 19   | 51  | 46 | 1.109 |

 Pos=Posición; Pts=Puntos totales; PJ=Partidos jugados; Prom=Promedio
|  | Descendió a División Intermedia |

### Clasificación a torneos internacionales
- Los dos campeones de torneos del año (Apertura y Clausura) obtuvieron cupos como representantes de la APF en la Copa Libertadores 1999. En la plaza número uno, el campeón absoluto del Campeonato 1998 (Olimpia). En la plaza número dos, el vicecampeón absoluto (Cerro Porteño).

- Para el Copa Mercosur 1999 también se contaba con dos plazas. En la misma participan por invitación los dos clubes con más simpatizantes y títulos: el (Olimpia) y el (Cerro Porteño). Esta invitación correspondía al período 1998-2007, pero estaba condicionada por el buen desempeño. La misma la mantuvieron ambos clubes para el campeonato de 1999, debido al buen momento que estaban pasando.[6]

### Descenso de Categoría
Los clubes Libertad y Nacional regresaron a la Segunda División por haber terminado en la última y penúltima colocación de la tabla de promedios respectivamente. Para la siguiente temporada se produjo el ascenso directo del club Resistencia, campeón de la División Intermedia. De esta manera, en 1999, la Primera División bajó a once su cantidad de participantes.